# Claude Louis Berthollet
Claude Louis Berthollet fou un químic francès, nascut a Talloires,  Savoia, en aquell temps província del regne de Sardenya-Piemont, el 9 de desembre de 1748 i traspassat a Arcueil el 6 novembre 1822. Juntament amb Lavoisier, Guyton de Morveau i Fourcroy va concebre un nou sistema de nomenclatura química que és la base del sistema modern de denominació dels composts químics i publicat al llibre Méthode de Nomenclature Chimique el 1787. També va descobrir l'equilibri químic.

## Biografia
Berthollet va realitzar els seus primers estudis al col·legi d'Annecy, a continuació, anà a la universitat de Chambéry i més tard estudià medicina a Torí, on es doctorà el 1765. Anà a París i es presentà a Tronchin, que el prengué com a ajudant i l'introduí al laboratori del Palau Reial (París). Era l'època en què Antoine Laurent Lavoisier publicà la seva nova teoria de la combustió. Berthollet continuà fidel en principi a les idees clàssiques, a la teoria del flogist, i amb el fi de defensar-les presentà 17 memòries a la Académie des Sciences. El 1780 aquesta institució el va admetre entre els seus membres. L'any anterior havia estat nomenat doctor per la Facultat de París.
El 1796, amb Gaspard Monge i altres, el Directori l'envià a Itàlia amb la finalitat d'endur-se obres d'art cap a França. En aquest país, els dos establiren relacions amb Napoleó Bonaparte, que havia estat oient d'ambdós a l'Escola Politècnica. Aquest l'encarregà preparar en secret una missió científica que pretenia dur a terme juntament amb la missió militar a Egipte. Berthollet i Monge visitaren l'istme de Suez i la península del Sinaí. Tots aquests viatges no mancaven de perill i els dos investigadors se'n salvaren per poc.
Els seus últims anys estigueren senyalats per cruels esdeveniments. El 1811, va perdre el seu fill, que, arruïnat pel fracàs de les especulacions industrials, posà fi als seus dies a Marsella. Més tard veié com morien els seus dos millors amics, Guyton de Morveau i Gaspard Monge. La seva salut encara semblava bastant bona, fins que un àntrax provocà el seu final.

## Obra
El 1784 succeí a Pierre Joseph Macquer (1718-1784) en la direcció de les pintures en els Gobelins. Les feines que realitzà allà i el seu perfeccionament li donaren gran reputació. El 1789 descobrí l'acció decolorant dels hipoclorits (aigua de Javel) que publicà en el seu llibre Eléments de l'art de la teinture (1791).
Des de 1783, Berthollet reconegué els seus errors al llegir a l'Acadèmia la seva Mémorie seu l'acide muriatique oxygéne (el clor); d'aquesta manera rebatia per complet la teoria del flogist. A conseqüència d'uns estudis de l'àcid sulfhídric revelà que no tots els àcids contenen oxigen, com havia assenyalat Lavoisier, i establí el 1785 la composició de l'àcid sulfhídric, SH₂ així com l'amoníac, NH₃. En aquest mateix any, senyalà que la presència del nitrogen és un caràcter específic de les substàncies orgàniques. També continuà els seus estudis sobre el clor i descobrí els clorats dels que les seves propietats explosives li suggereixen la seva utilització en armes de foc.
L'any 1798 viatjà amb Napoleó a Egipte i va realitzar una observació destacada. Descobrí un llac salat, les quals voreres estaven plenes de carbonat de sodi, Na₂CO₃. Però això era impossible segons les experiències fetes al laboratori. La reacció espontània és la que es produeix entre el clorur de calci, CaCl₂ i el carbonat de sodi, Na₂CO₃, per donar clorur de sodi, NaCl i carbonat de calci, CaCO₃, per tant no hauria d'haver trobat carbonat de sodi perquè hauria d'estar exhaurit. Berthollet deduí que el sentit de la reacció no era únic, es produeixen sempre reaccions en els dos sentits i si s'observa una reacció completa és degut al fet que algun dels productes s'elimina (com a vapor o com a precipitat). Descobrí així l'equilibri químic.
Berthollet també destacà per la seva oposició a la llei de les proporcions definides de Joseph Louis Proust. Berthollet defansà que les proporcions dels elements químics en els seus composts eren variables, contràriament a la tesi de Proust que defansava que eren constants.

### Obres
- Méthode de nomenclatura chimique (1787)
- Éléments de l'art de la teinture (1791)
- Recherche sur les lois des affinités chimiques (1801)
- Essai de statistique chimique (1803).